# Iulia Cibișescu-Duran
Iulia Narcisa Cibișescu-Duran (n. 2 mai 1966 în Deva) este o compozitoare română care predă la Academia de Muzică Gheorghe Dima din Cluj-Napoca.
Dirijează pe marele scene ale țării. Lucrările ei sunt interpretate în România, Germania, Franța, Italia, Brazilia, Bolivia, USA, Israel, Serbia, Australia.
Cibișescu-Duran a studiat pian la Liceul de Muzică din Cluj-Napoca din 1972 până în 1984 sub îndrumarea profesorului Zoița Sfârlea, iar mai apoi compoziție la Academia de Muzică, până în 1990, sub îndrumarea lui Cornel Țăranu. În aceeași insituție a studiat, până în 1996, dirijatul de orchestră cu Petre Sbârcea și Emil Simon. În plus, a participat la diferite ateliere și cursuri de măiestrie în Franța (cu Philippe Manoury, Michele Reverdy și Alessandro Solbiatti) și în Germania (cu Wilfried Hiller, Mathias Spahlinger, Gerhard Staebler, Friedrich Goidmann și Paul-Heinz Dittrich).
Din 1990 până în 1995 a predat armonie, contrapunct, teorie muzicală și istoria muzicii la Liceul de Muzică din Cluj-Napoca. Pe urmă a fost asistent universitar, în 1998 devenind profesoară a Academiei de Muzică. Între 1990 și 1996 a lucrat și pe post de critic de muzică pentru mai multe ziare ale orașului; în 1992 a înființat ansamblul de muzică contemporană Art Contrast, în conducerea căruia s-a aflat până în 1997. Ca dirijor a colaborat, printre altele, cu filarmonicile din Ploiești, Sibiu, Craiova, Târgu Mures, Brașov și Botoșani.
A fost premiată pentru compozițiile proprii: de mai multe ori la concursul „Gheorghe Dima” din Cluj-Napoca și la concursul „Lucian Blaga” din Sebeș, în 1995 a obținut premiul „Jean și Constantin Bobescu” pentru dirijori tineri, iar în 1996 premiul televiziunii românești la Concursul Național de Compoziție de la Iași.
Cibișescu-Duran a publicat volumele de poezii Ascunzișuri de măști (1995) și Taina egipteană (1997) precum și o monografie științifică cu tema Structuri polimorfe în postmodernismul muzical românesc (2002).

## Opera
- Două lieduri pentru soprană si pian  (după poeziile lui Marin Sorescu), 1986
- Două corale după poezii din folclor, 1986
- Sonată pentru pian, 1987
- Passacaglia pentru pian, 1987
- Trio pentru instrumente de suflat, 1988
- Humanitas pentru cor mixt (după poezii de Otilia Cazimir), 1988
- Sonată pentru voce și contrabas (după poeziile lui Marin Sorescu), 1989
- Prima cantată pentru mezzosopran, bariton și orchestră de cameră (după poeziile lui Dimitrie Păcuraru), 1989
- A doua cantată pentru mezzosopran și 5 instrumente  (după poezii de Ana Blandiana), 1989
- Prima sinfonie, 1990
- Cvartet de coarde nr. 1, 1990
- Sonată pentru flaut si pian, 1991
- Poeme patetice pentru cor mixt (după poeziile lui Guillaume Apollinaire și Charles Baudelaire), 1991
- Evoluții pentru Orchestră simfonică, 1992
- Poeme pentru cvartet de coarde , 1993
- Melancolia Egeei pentru sopran, mezzosopran si pian (după lirică grecească contemporană), 1993
- Prima sonată pentru violă si pian, 1994
- A treia cantată “I have a dream” pentru soprană, mezzosoprană și alte 6 instrumente (după poeziile lui Horia Badescu), 1995
- Fantezie si toccată pentru flaut solo, 1995
- Aria Josef – Camera albă – Bunicul Josef – Lied la spălarea rufelor (scene de operă după un libret de Joern Hinkel pentru opera Norocul evreului, o compozitie tandem (mai multe persoane) cu  Minas Borboudakis, Wilfried Hiller, Jens Joneleit, Eriona Rushiti, Aidos Sagatov și Antje Uhle), 1995
- Trei lieduri pentru sopran si orchestră de cameră (după versuri de Lucian Blaga), 1996
- Sonată pentru clarinet solo, 1996
- Cântec și dans pentru clarinet și trei instrumente de percuție, 1996
- Cântul lui Esther (scenă din opera Lilith, o compoziție tandem cu Minas Borboudakis, Wilfried Hiller, Jörn Hinkel, Jens Joneleit und Antje Uhle), 1996
- Suită pentru orchestră simfonică, 1997
- Duo pentru violă și violoncel, 1997
- A patra cantată - "De Sancta Maria" pentru mezzosoprană și cinci instrumente, 1997
- Memento pentru doi violoncei, 1997
- Sentimentul eonic, lied pentru soprană și violă (după poeziile lui Dan Damaschin), 1997
- Trei lieduri pentru soprană și clavecin (Marin Sorescu, Flavia Teoc, poezii din folclor), 1997
- A doua sonată pentru violă și pian ("Fantasia quasi una sonata"), 1998
- Trei lieduri pentru tenor, violă și pian (după poeziile lui Lucian Blaga), 1998
- Suita "Seven lyrics by Bacovia" pentru vioară solo, 1998
- Patru piese pentru clarinet și vioară, 1998
- Concert pentru violă si orchestră de coarde, 1998
- Cvartet de coarde Nr. 2, 1999
- Reflecții pentru violoncel și pian, 2000
- A treia sonată pentru violă și pian, 2000
- Crochiuri pentru trombon și percuție, 2001
- Cvartet de coarde Nr. 3, 2001
- Trio pentru două viole și percuție, 2003
- Sonata I pentru vioară și pian, 2003
- Cvartet de coarde Nr. 4, 2003
- Cvartet de coarde Nr. 5, 2004
- Concert pentru vioară și orchestră, 2005
- Suita pentru vioară și pian, 2005